# Superpuchar Polski 1983
La 1ª edizione della Supercoppa di Polonia  si è svolta il 30 luglio 1983 allo Stadion MOSiR di Danzica tra il Lech Poznan, vincitore del campionato e il Lechia Danzica, vincitore della coppa nazionale.
A vincere la prima supercoppa polacca è stato il Lechia Danzica.

## Tabellino
| Danzica 28 luglio 1983                             | Lech Poznań | 0 – 1            | Lechia Danzica | Stadion MOSiR (15.000 spett.) |
| \| \| \| \| \| \| Marcatori \| 88’ Kruszczyński \| |             |                  |                |                               |
|                                                    |             |                  |                |                               |
|                                                    | Marcatori   | 88’ Kruszczyński |                |                               |